# Maïté Duval

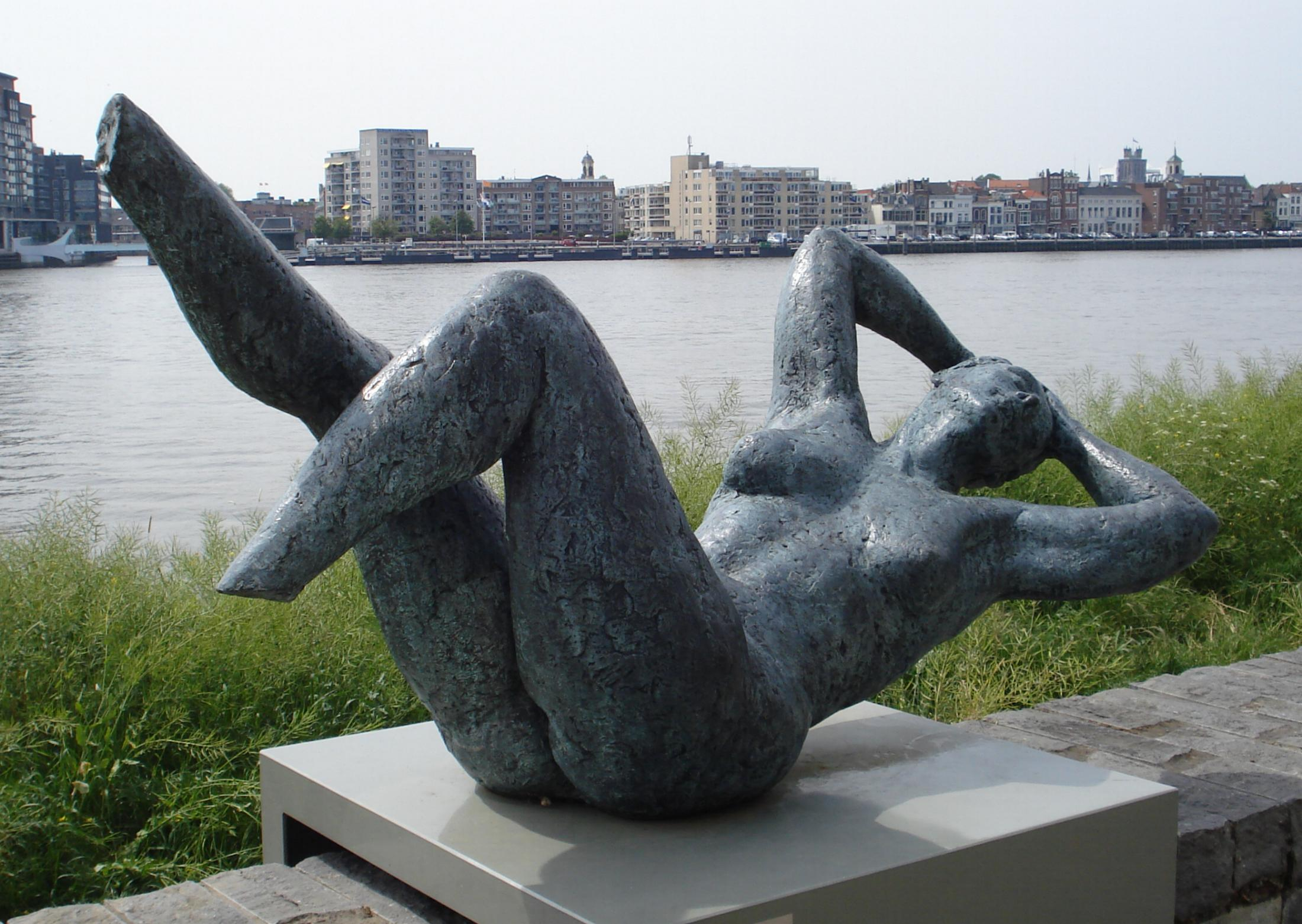
Maïté Duval: Volupté, Beeldenboulevard Papendrecht, Merwehoofd, Papendrecht (2011).

Marie-Thérèse Marguerite Jeanne (Maïté) Duval (Maïté Rijkhart de Voogd-Duval, Renazé, 26 maart 1944 – Zutphen, 2 november 2019) was een in Frankrijk geboren, Nederlandse beeldhouwster en tekenares.
De kunstenares woonde en werkte in Zutphen, waar zij haar werk toonde in atelier en eigen beeldentuin. Zij was getrouwd met de — eveneens in Frankrijk geboren — kunstschilder Thierry Rijkhart de Voogd (1944–1999).

## Leven en werk
Maïté Duval werd geboren in Renazé (Mayenne, Pays de la Loire) in een arbeidersgezin. Haar vader werkte aan het spoor, haar moeder deed verstelwerk. Ze had zes broers en zusters. Omdat ze goed kon leren ging ze naar een meisjesinternaat met lyceum in Rouen. Daar was ze een buitenbeentje en voelde ze zich ongelukkig.
Maïté studeerde op een beurs letterkunde aan de Universiteit van Rouen. Toen ze de Nederlands-Franse kunstenaar Thierry Rijkhart de Voogd ontmoette, hield ze al snel op met studeren. In 1968 verhuisden ze naar Nederland. Maïté had toen al een zoontje, en de tweede baby was onderweg.
In 1974 begon haar carrière als beeldhouwster. Ze volgde geen opleiding in de beeldende kunst en was op dat gebied dus autodidact. Ze maakte figuratief werk, dat mede geïnspireerd was op Rodin en Henry Moore.
Duval stelde haar werk tentoon tijdens vele solo- en groepsexposities. In 1978 werd werk van haar tentoongesteld in het Museum Henriette Polak in Zutphen. Ze brak door toen haar werk in het Singer Museum in Laren in 1983 werd tentoongesteld "in de marge van een tentoonstelling van Thierry (Rijkhart de Voogd, haar partner en kunstschilder)". Daarna volgden onder andere Den Haag Sculptuur 2003 (modelvrouwen) in Den Haag en Auxiliatrixpark 2005 (met Paula in kamerjas en Ainsi soit-elle) in Venlo.
Duval werd bekend door haar beelden "waarin vrijwel altijd de vrouwelijke vorm centraal stond";  daar waren natuurlijk uitzonderingen op, zoals "De Gans" en "IJsberen".
Duval overleed op 75-jarige leeftijd.
Ze werd 9 november 2019 begraven op de Oosterbegraafplaats in Zutphen. Op haar graf werd haar beeld "Ingekeerd" (1989) geplaatst.

## Publieke collecties
Werk van Maïté Duval is onder andere te zien in openbare collecties van:
- Coda Museum, Apeldoorn
- Mariënheem beeldentuin, Mariënheem, gemeente Raalte
- Museum de Fundatie, Zwolle, c.q. de beeldentuin bij kasteel Nijenhuis te Heino
- Museum Catharijneconvent, Utrecht
- Stedelijk Museum in Zutphen

## Werken (Beelden in de openbare ruimte)
Het eerste jaartal achter de naam van het beeld is het jaar van de creatie; de andere jaartallen zijn van het gieten van het individuele beeld.
- Bérendine (1976), openbare school in Voorst (1977), De Beukenhof in Loosdrecht (1987)
- Schouders (1976), Centraal Beheer, Apeldoorn
- Torso cambré (1979), De Hanzehof, Zutphen (1996)
- Rêverie (1980), gemeentehuis van gemeente Voorst in Twello (1982) en De Sokkerwei, Castricum (2003)
- De Gans (1981), stadhuis in Deventer (1982), Voorst (1987) en Kleidijk, Rhoon (2003)
- Else (1982), 't Veld Paasberg, Terborg (1989) en Oude Bornhof, Zutphen (1990)
- Bérendine (1984), Lochem (1987), De Scheg, Deventer
- Bérendine (1985), gemeentehuis Zutphen, locatie Warnsveld
- Zuster van het Gemeene Leven op het bleekveld (1985), Agnietenhof, Zutphen (studie in het Rijksmuseum Het Catharijneconvent, Utrecht)
- Monument Stormramp van 1925, Kerkplein, Borculo (1985)
- IJsberen (1986), Callunaplein, Dieren
- IJsberen - kleine versie (1986), Verpleeghuis Lückerheide, Kerkrade (1994) en 't Bouwhuis, Enschede (2004)
- Grand Père, Grand Mère — ook: Rust na Arbeid (1987), Dorpsplein, Klarenbeek
- De Sprong (1987), Henriette Polaklaan, Zutphen (1996)
- Paula in kamerjas 1994; Lochem, 1998; Enschede, 2010; Hoog Soeren en 2013; Heino.[9]
- Melancholie (1991), Museum Henriette Polak, Zutphen; in 2009 herplaatst in de entreehal van het Stedelijk Museum Zutphen
- Draaiende vrouw (1991), ING Bank, Zutphen (1997)
- Ainsi Soit-elle (1992), De Koppellaan, Beek en Donk (1994), Stationsstraat, Apeldoorn (1995) en Belvédère, Breda (2007)
- Geste libre (1996), Frans Halslaan, Zutphen (2006)
- Volupté (2000); Beeldenboulevard Papendrecht, Merwehoofd, Papendrecht, 2011; Deventerweg, Zutphen, 2022.[10]

## Fotogalerij

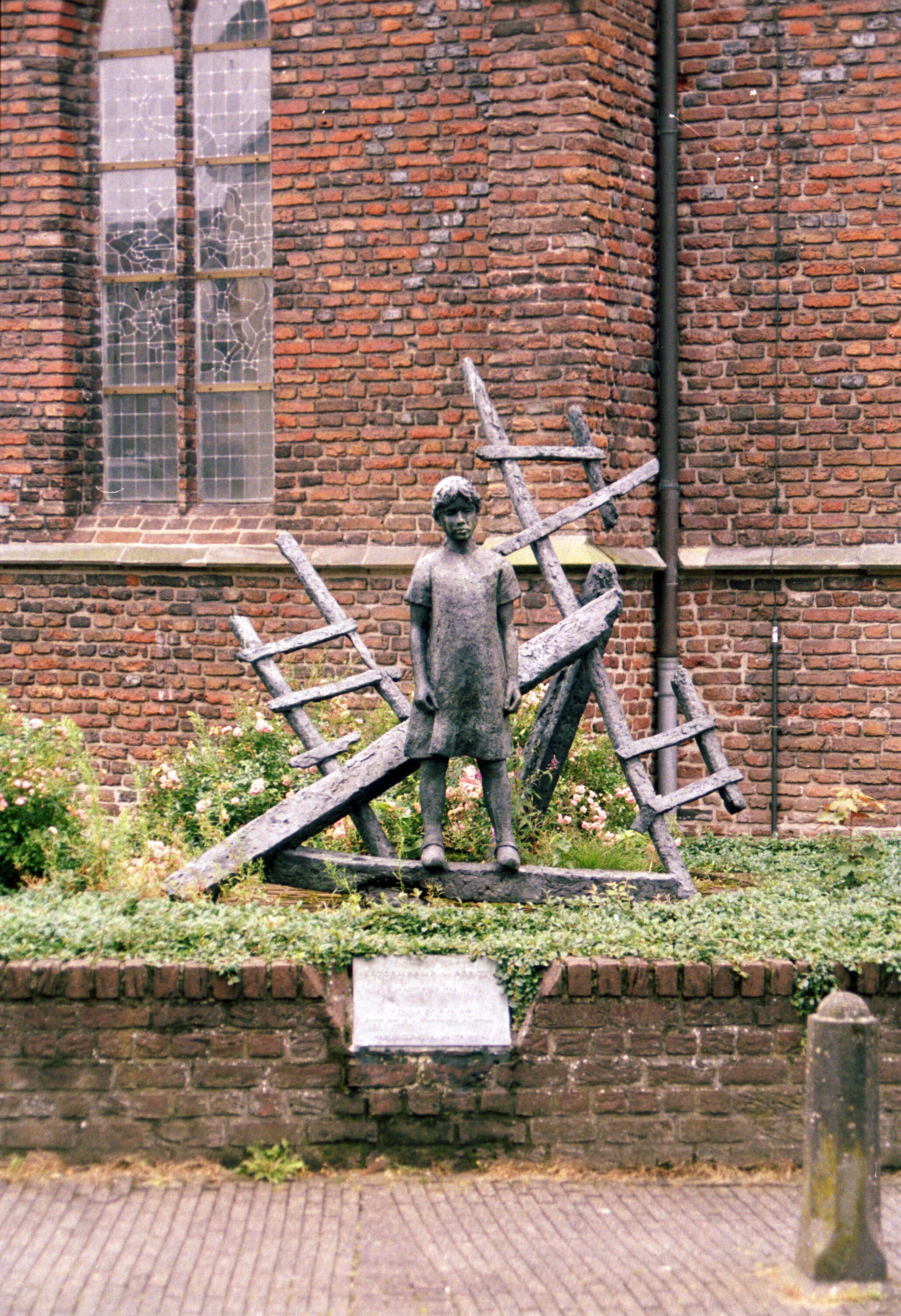
Monument Stormramp van 1925 (1985), Borculo
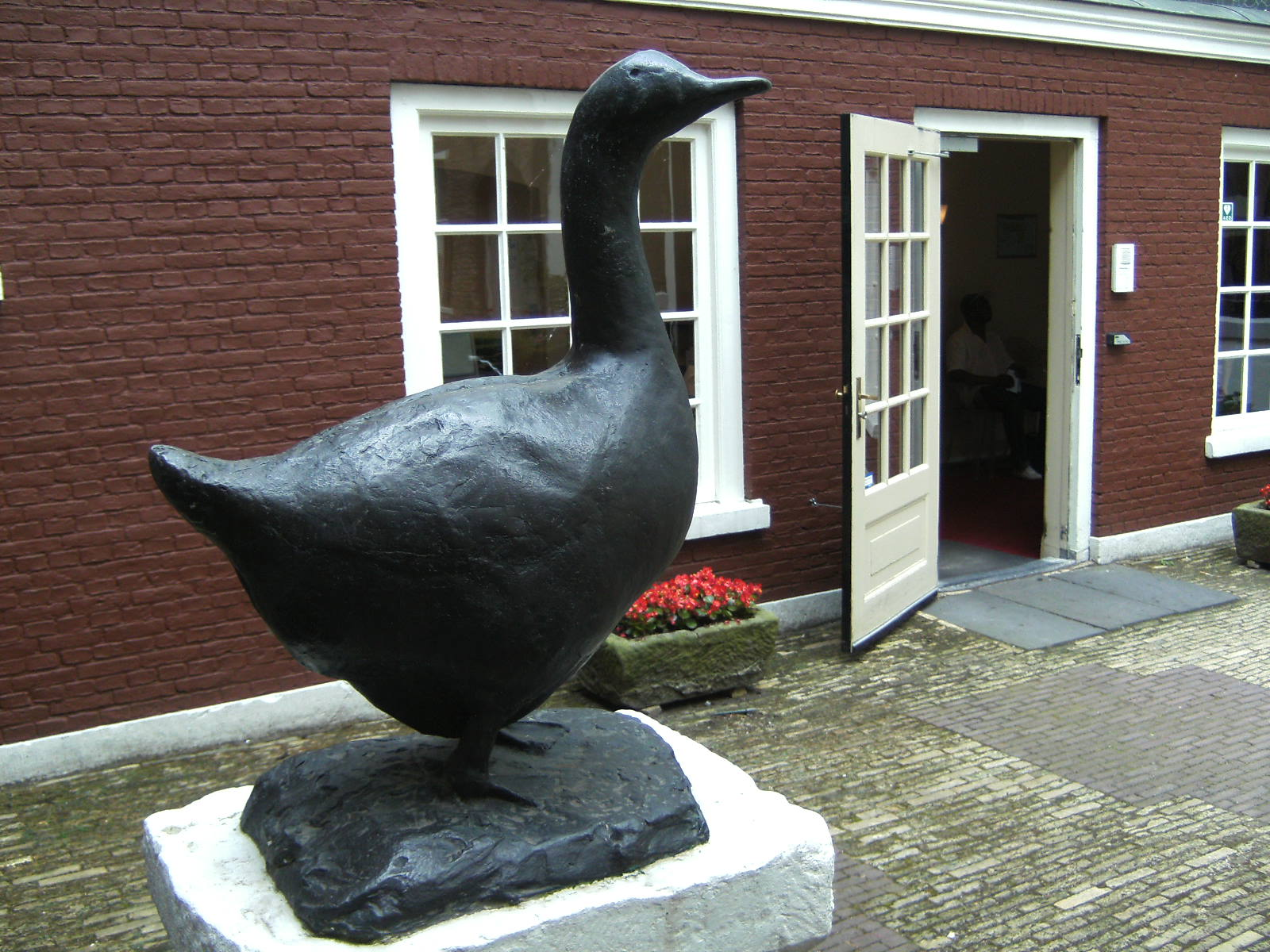
De Gans (1982), Deventer
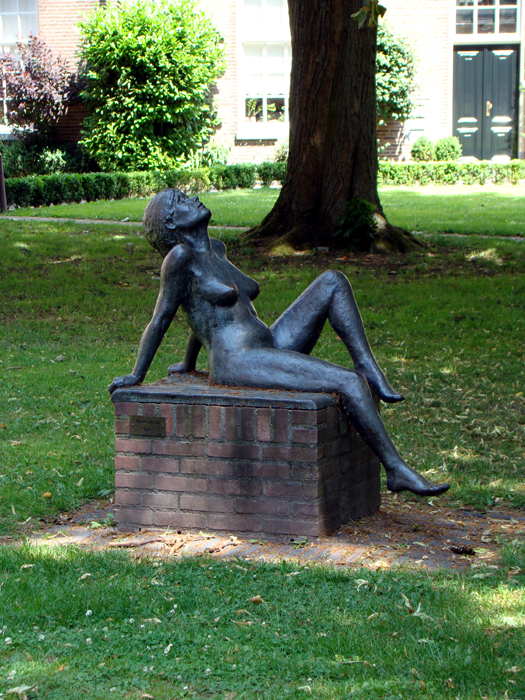
Else (1990), Zutphen
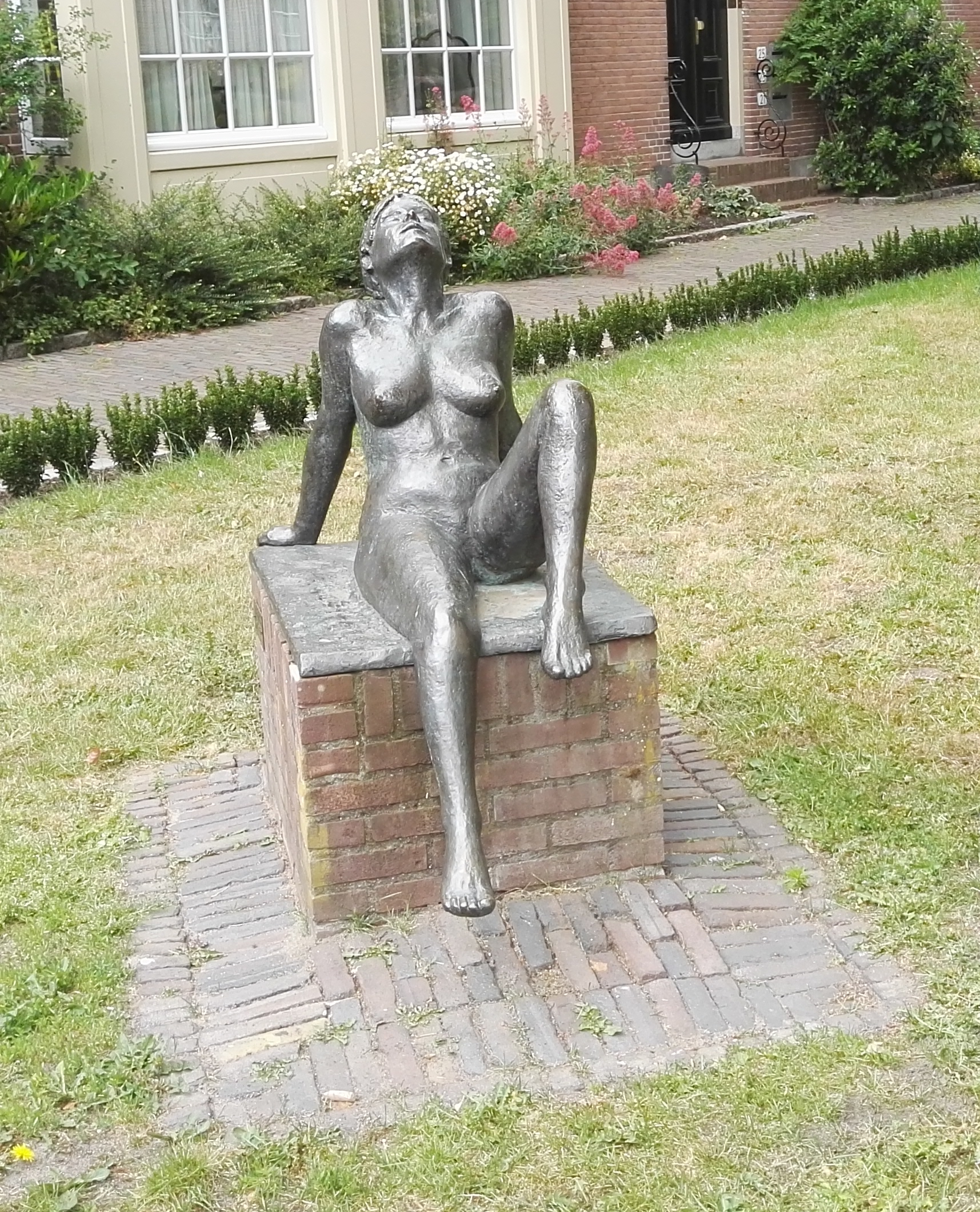
Else (1990), Zutphen
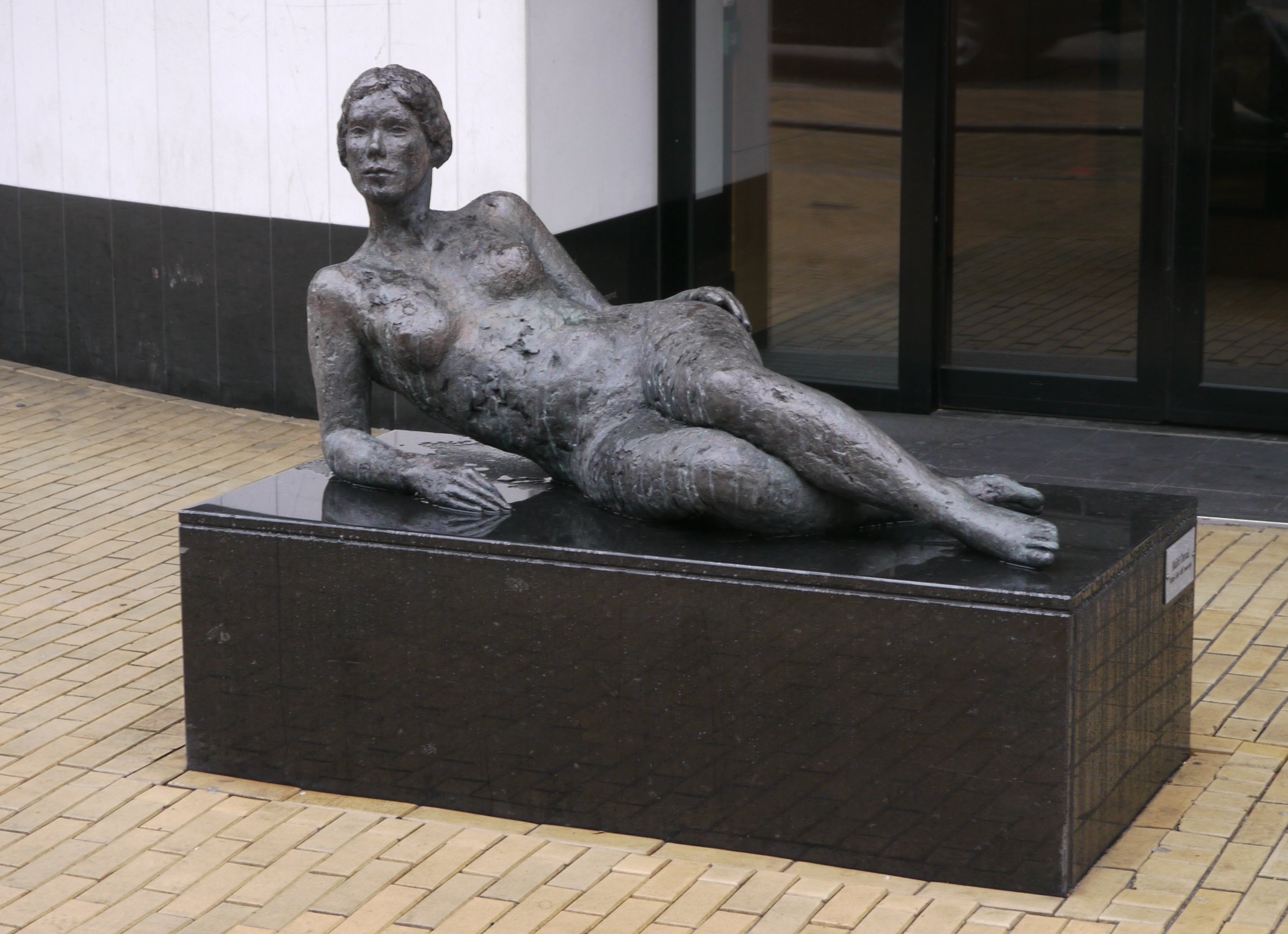
Ainsi soit-elle (1995), Apeldoorn
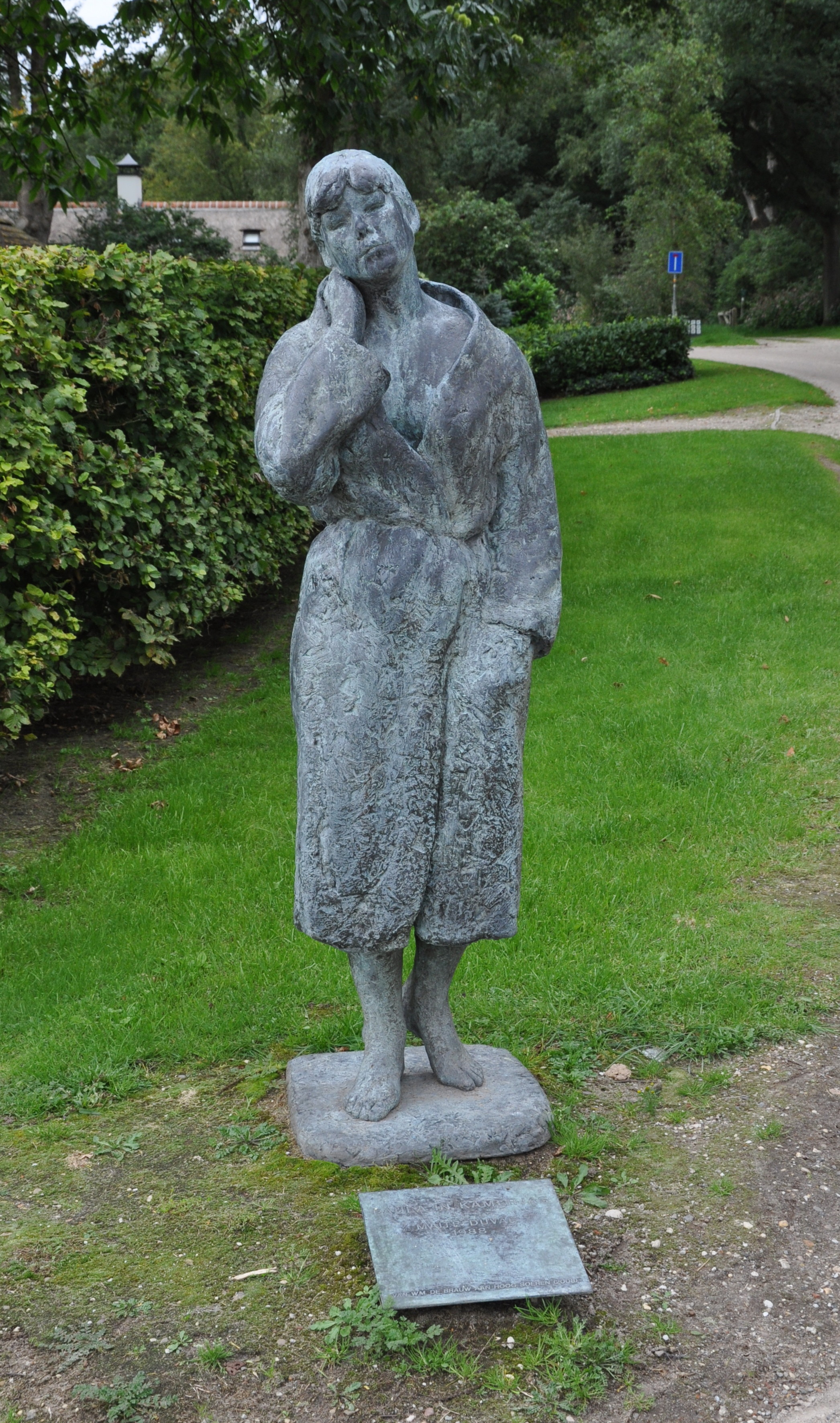
Paula in Kamerjas (2002), Hoog Soeren